# Ucluelet
Ucluelet es un municipio distrital canadiense situado en la provincia de Columbia Británica.

## Superficie
Ucluelet tiene una superficie de 6,48 km².

## Demografía
En 2021, tenía 2066 habitantes, una densidad poblacional de 318,8 hab./km², y 997 viviendas.